# Souviens-toi… l'été dernier
Pour les articles homonymes, voir Souviens-toi (homonymie).
Cet article possède un paronyme, voir Soudain l'été dernier.
Série Souviens-toi… l'été dernier
Souviens-toi… l'été dernier 2
(1998)
Pour plus de détails, voir Fiche technique et Distribution.
Souviens-toi… l'été dernier ou Le Pacte du Silence au Québec (I Know What You Did Last Summer) est un film d'horreur américain réalisé par Jim Gillespie, écrit par Kevin Williamson et sorti en 1997. C'est le premier opus de la série de films du même nom.
Librement inspiré du roman Comme en un mauvais rêve de Lois Duncan publié en 1973, le film revisite l'histoire originale en l'orientant vers le style slasher et un côté whodunit. Cette idée provient directement du film Scream, sorti en 1996, dont le succès mondial avait considérablement relancé le genre horrifique. Mais à la différence de Scream et de son côté méta, Souviens-toi… l'été dernier revient à un style de slasher beaucoup plus sérieux et moins comique que l'est son prédécesseur, se rapprochant davantage de films comme Halloween : La Nuit des masques (1978) de John Carpenter.
Le film met en scène l'actrice Jennifer Love Hewitt dans le rôle de Julie James, l'héroïne du film qui la révèle. Sarah Michelle Gellar, ici dans son premier grand rôle au cinéma juste avant le succès de sa série Buffy contre les vampires, prête ses traits à la reine de beauté Helen Shivers tandis que Ryan Phillippe joue son petit ami Barry Cox alors que Freddie Prinze Jr. interprète Ray Bronson, le petit ami de Julie. Muse Watson tient quant à lui le rôle de Benjamin « Ben » Willis, l'antagoniste du film.
L'intrigue se concentre autour d'une bande d'amis qui, dans un esprit de fête, renverse par accident un inconnu sur la route le soir du 4 juillet dans la ville côtière de Southport. Par peur de finir en prison et de voir leur avenir compromis, ils se débarrassent du corps mais un an plus tard, ils sont traqués et tous confrontés à des messages terrifiants leur faisant savoir que quelqu'un sait ce qu'ils ont fait et veut leur faire payer.
À sa sortie, le film rapporte 125 586 134 $ dans le monde entier pour un budget de 17 000 000 $, ce qui fait de lui le meilleur résultat au box-office de la trilogie des Souviens-toi… l'été dernier et l'un des meilleurs résultats de tous les temps dans la liste des slashers. En France, le film dépasse le million d'entrées et se place également dans la liste des plus gros succès au cinéma pour un slasher en France. Malgré ce bon accueil du public, le film déçoit la critique car souvent comparé à Scream. Il récolte néanmoins plusieurs distinctions, notamment pour la performance de son casting. Souviens-toi… l'été dernier acquiert au fil du temps un statut de film culte et, avec Scream, il participe notamment au renouveau du slasher à la fin des années 1990. Grâce à ses performances au box-office, le film donnera lieux à deux suites, une série télévisée et un requel prévu pour 2025.
Le succès du film permet à l'intrigue de se poursuivre avec une suite, Souviens-toi… l'été dernier 2, mise en chantier et sortie l'année suivante.

## Synopsis

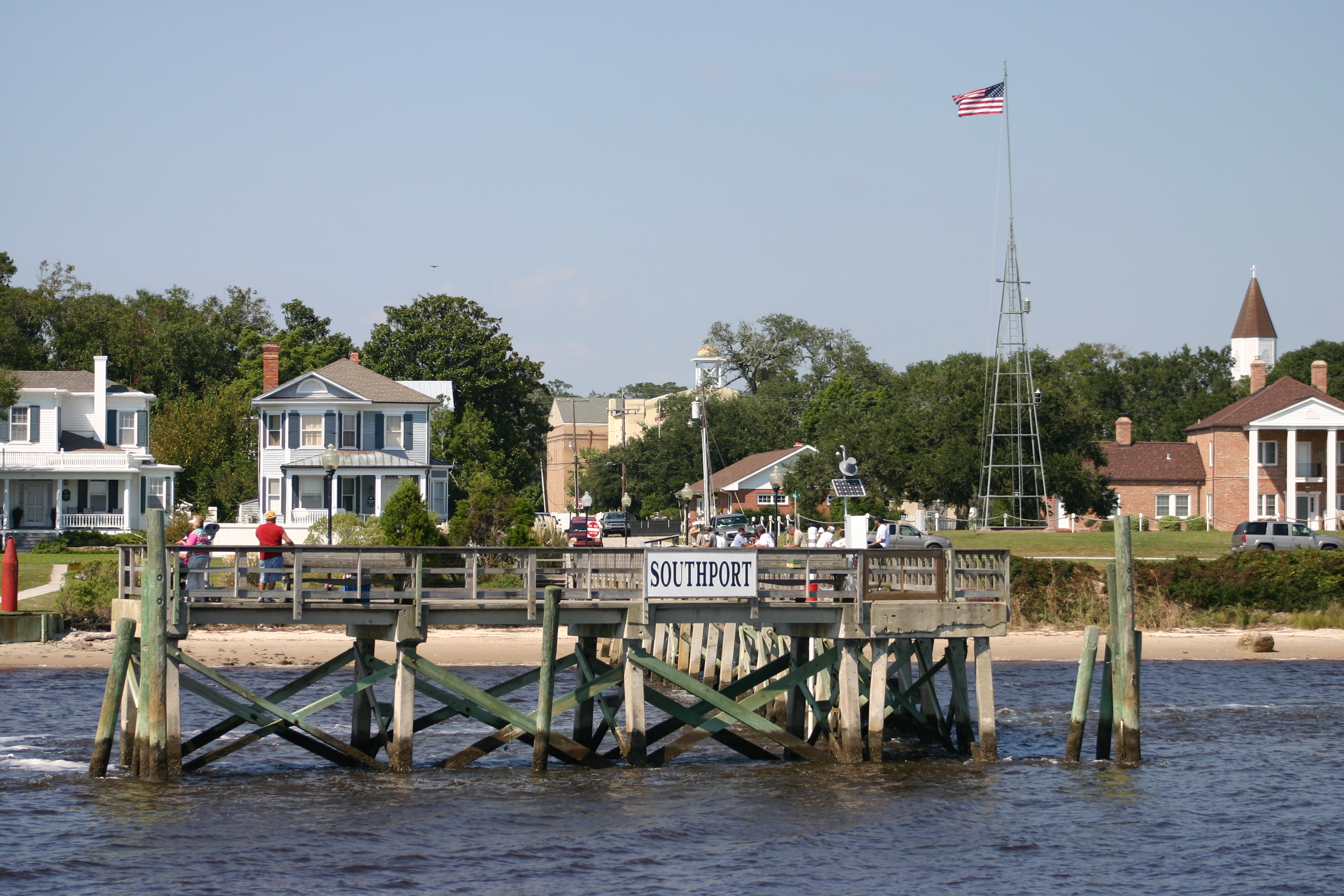
Southport, en Caroline du Nord, lieu principal de l'action.

En 1997, un groupe de quatre amis du lycée - Julie James (Jennifer Love Hewitt), Helen Shivers (Sarah Michelle Gellar), Barry William Cox (Ryan Phillippe) et Ray Bronson (Freddie Prinze Jr.) - célèbrent leur dernier été ensemble avant de partir à l'université. Après une nuit de beuverie lors d'une fête locale du 4 juillet, les amis roulent sur une route côtière sombre, avant de heurter accidentellement un inconnu avec leur voiture. Pris de panique, ils décident de se débarrasser du corps dans l'océan, jurant de ne plus jamais parler de l'incident. Cette décision déclenche une série d'événements qui les hanteront pour le reste de leur vie.
Un an plus tard, en 1998, Julie rentre de l'université, toujours accablée par la culpabilité des événements de l'été précédent. Sa vie a été assombrie par le secret, ses résultats scolaires sont en chute libre et elle devient encore plus angoissée lorsqu'elle reçoit une lettre anonyme disant : « Je sais ce que tu as fait l'été dernier ». Terrifiée, elle reprend contact avec Helen, Barry et Ray, qui ont tous essayé de tourner la page, mais qui sont également alarmés par la note. Alors qu'ils tentent de percer le mystère de celui qui connaît leur secret, le groupe bascule dans un cauchemar lorsqu'ils se rendent compte qu'ils sont harcelés par un individu vêtu d'un imperméable de pêcheur et armé d'un crochet acéré. Les amis commencent à soupçonner que leur victime n'était peut-être pas aussi morte qu'ils le pensaient, ou que quelqu'un d'autre a été témoin de leur crime et cherche maintenant à se venger.
Au fur et à mesure, chaque personnage fait face à son propre compte personnel avec ce qui s'est passé cette nuit fatidique. Helen, autrefois reine de beauté avec un avenir prometteur, voit ses rêves brisés et travaille maintenant dans le magasin familial. Barry, qui était autrefois le leader confiant du groupe, devient de plus en plus paranoïaque et agressif, convaincu qu'ils sont tous en danger imminent. Ray, qui s'était éloigné des autres, est aux prises avec ses propres sentiments d'isolement et de culpabilité. Alors qu'ils approfondissent le mystère, ils découvrent l'identité de l'homme qu'ils ont renversé, David Egan, et apprennent son lien avec une tragédie locale. Cette révélation ajoute des couches de complexité à leur situation, car ils sont obligés de se confronter à l'idée que leurs actions ont peut-être eu des conséquences d'une grande portée au-delà de leur cercle immédiat.
La tension monte lorsque le groupe découvre que la véritable identité de leur harceleur est Ben Willis, un pêcheur assoiffé de vengeance. Ben a tué David Egan pour venger la mort de sa fille et que les adolescents l'ont frappé le soir même où il s'est débarrassé du corps d'Egan. Ben les traque méthodiquement, une série de rencontres terrifiantes intensifient le suspense. Barry est attaqué dans une salle de sport, Helen est poursuivie à travers la ville et Julie vit dans la peur constante. Une confrontation décisive se déroule sur les quais, où Julie et Ray affrontent Ben dans un combat désespéré pour leur survie. Grâce à leur vivacité d'esprit et à leur détermination, Julie et Ray parviennent à maîtriser Ben, qui semble être tué dans la lutte qui s'ensuit.
Après les événements, les survivants tentent de reprendre le cours de leur vie, mais l'expérience a laissé une marque indélébile sur chacun d'eux. Julie retourne à l'université, elle reçoit un autre message inquiétant un an après les évènements, lui rappelant que les secrets, aussi profondément enfouis soient-ils, ont le pouvoir de refaire surface. Une scène effrayante qui laisse la porte ouverte à la terreur future : Julie découvre un message menaçant écrit sur la porte de sa douche.

## Fiche technique
Sauf indication contraire, les informations mentionnées dans cette section peuvent être confirmées par la base de données cinématographiques IMDb,  présente dans la section « Liens externes ».
- Titre original : I Know What You Did Last Summer
- Titre français : Souviens-toi… l'été dernier
- Titre québécois : Le Pacte du Silence
- Réalisation : Jim Gillespie
- Scénario : Kevin Williamson, d'après le roman Comme en un mauvais rêve de Lois Duncan[2]
- Musique : John Debney
- Direction artistique : John J. Ruchland III
- Décors : James Edward Ferrel Jr.
- Costumes : Catherine Adair
- Photographie : Denis Crossan
- Montage : Steve Mirkovich
- Production : Stokely Chaffin, Erik Feig et Neal H. Moritz
  - Producteur délégué : William S. Beasley
- Société de production : Mandalay Entertainment et Neal H. Moritz Production
- Société de distribution : Columbia Pictures (États-Unis), Columbia Tristar Films (France)
- Pays de production :  États-Unis[3]
- Langue originale : anglais[3]
- Budget : 17 millions de dollars[4]
- Genres : horreur (slasher), thriller
- Durée : 100 minutes
- Format : couleur - 2,35:1 - son Dolby SR SDDS - 35 mm
- Dates de sortie :
  - Canada / États-Unis : 17 octobre 1997[3]
  - France : 28 janvier 1998
  - Belgique : 11 février 1998
  - Suisse romande : 4 mars 1998
- Classification[5] :
  - États-Unis : Interdit aux moins de 17 ans (R – Restricted)[Note 1].
  - France : interdit aux moins de 12 ans[6],[7].
  - Belgique : Interdit aux moins de 16 ans (KNT/ENA - Kinderen Niet Toegelaten/Enfants Non Admis)[Note 2],[8],[9].
  - Québec : Interdit aux moins de 16 ans (16+ / 16 years and over).
  - Suisse romande : interdit aux moins de 12 ans[10].

## Distribution
- Jennifer Love Hewitt (VF : Magali Barney ; VQ : Camille Cyr-Desmarais) : Julie James (en)
- Sarah Michelle Gellar (VF : Valérie Siclay ; VQ : Geneviève De Rocray) : Helen Shivers (en)
- Ryan Phillippe (VF : David Krüger ; VQ : Jacques Lussier) : Barry William Cox, compagnon d'Helen
- Freddie Prinze Jr. (VF : Pierre Tessier ; VQ : François Sasseville) : Ray Bronson compagnon de Julie
- Bridgette Wilson (VF : Marjorie Frantz ; VQ : Anne Bédard) : Elsa Shivers, sœur ainée d'Helen
- Johnny Galecki (VF : Lionel Melet ; VQ : Gilbert Lachance) : Max Neurick
- Anne Heche (VF : Sophie Arthuys ; VQ : Johanne Garneau) : Melissa « Missy » Egan
- Muse Watson (VF : Georges Poujouly ; VQ : Jean-Marie Moncelet) : Benjamin « Ben » Willis / le Pêcheur
- Rasool J'Han (VF : Barbara Tissier ; VQ : Christine Bellier) : Deb
- Stuart Greer (VF : Richard Leblond) : l'officier David Caporizo
- Deborah Hobart (VF : Frédérique Tirmont ; VQ : Élizabeth Lesieur) : Mme James
- J. Don Ferguson : M. C.
- Mary McMillan (VF : Diane Lepvrier) : Mme Cox
- Dan Albright : le shérif

Version française réalisée par C.P Productions ; direction artistique : Fabienne Orain ; adaptation des dialogues : Olivia Cherqui
Version québécoise réalisée par AstralTech ; direction artistique : Claudie Verdant ; adaptation des dialogues : Claudie Verdant
 Source et légende : version française (VF) sur RS Doublage
 Source et légende : version québécoise (VQ) sur Doublage.qc.ca

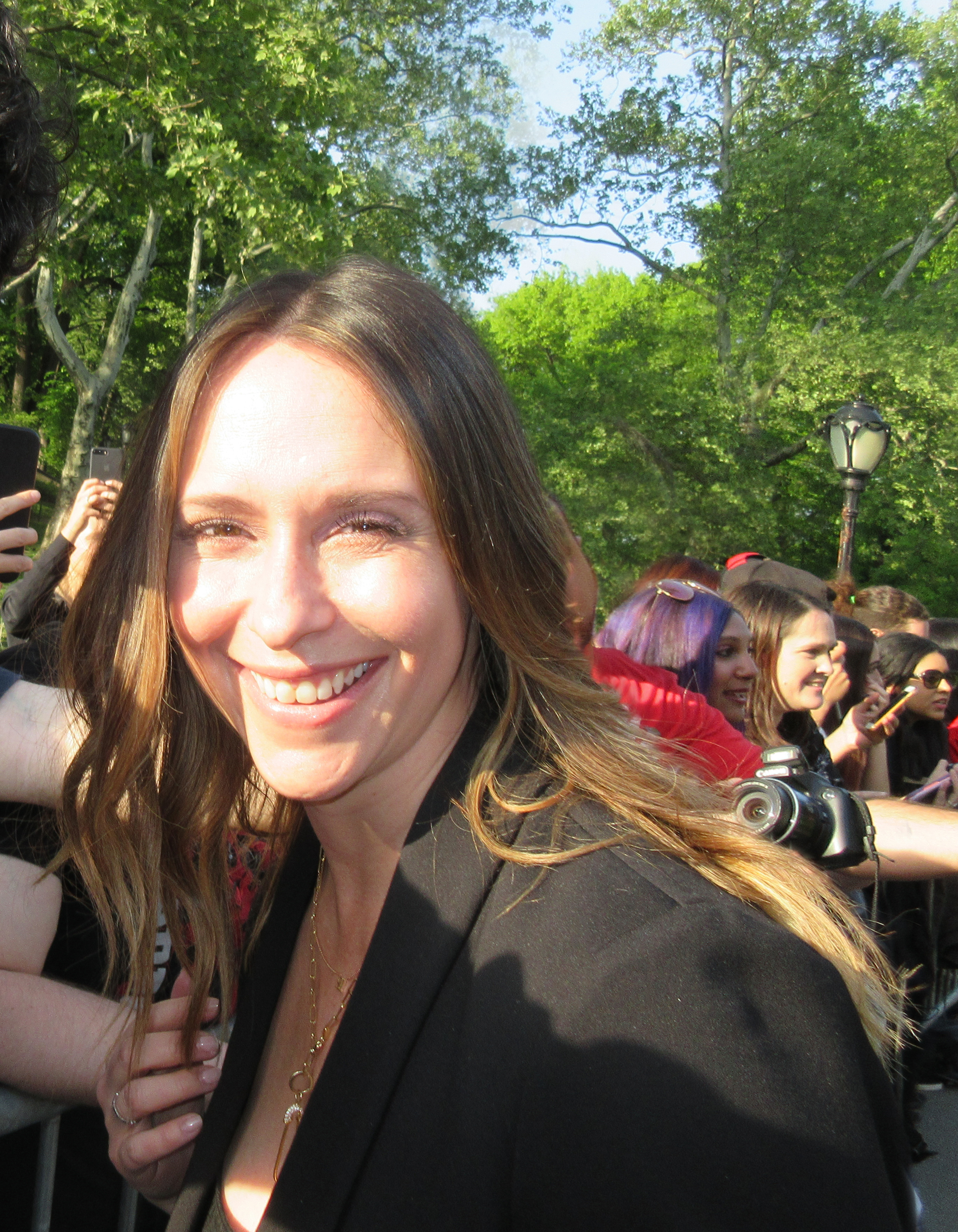
Jennifer Love Hewitt, ici en 2018, interprète le rôle de Julie James.
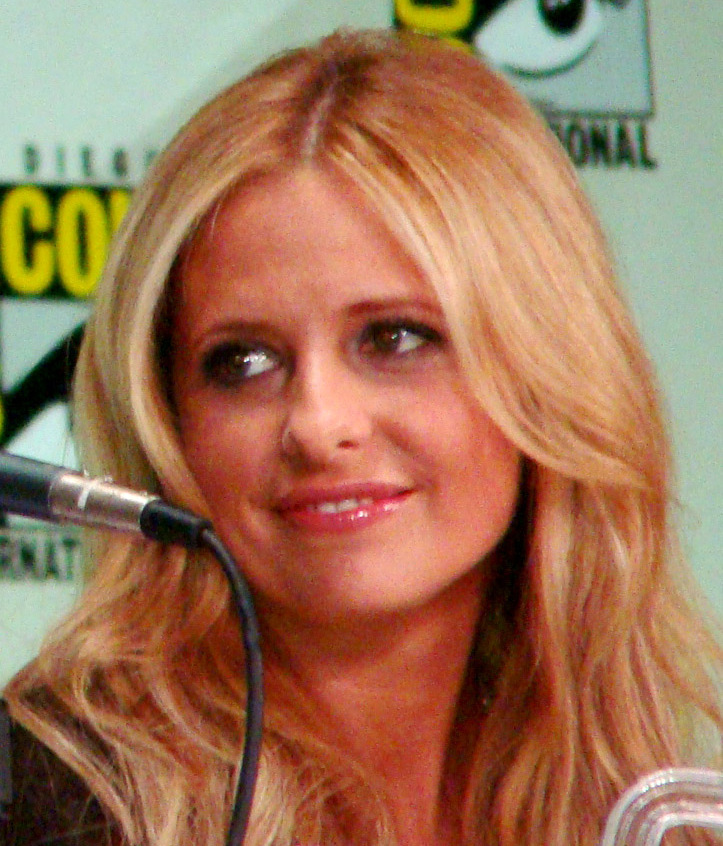
Sarah Michelle Gellar, ici en 2011, interprète le rôle d'Helen Shivers.
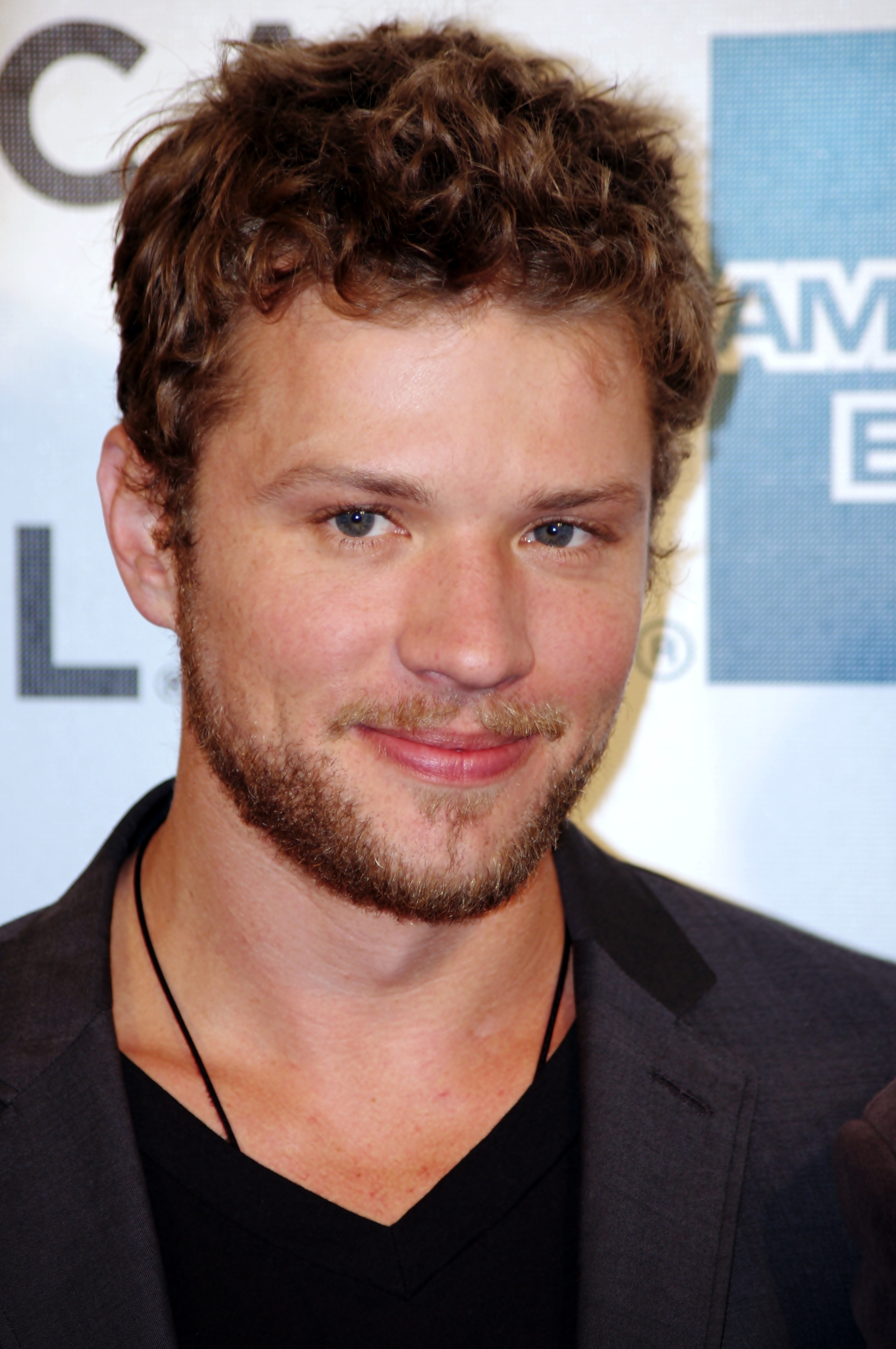
Ryan Phillippe, ici en 2011, interprète le rôle de Barry Cox.
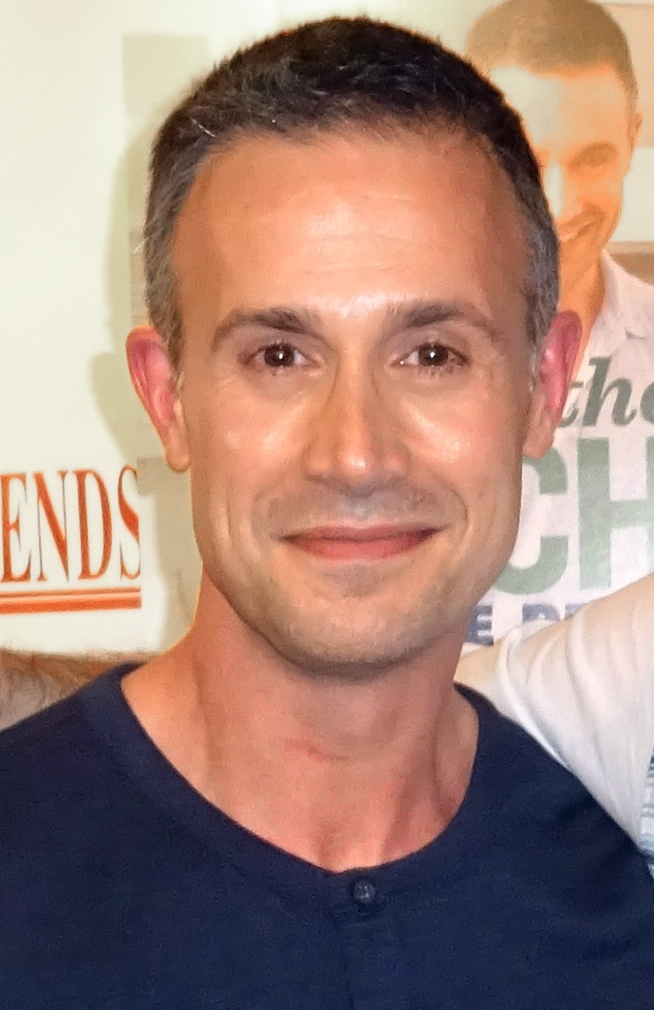
Freddie Prinze Jr., ici en 2016, interprète le rôle de Ray Bronson.
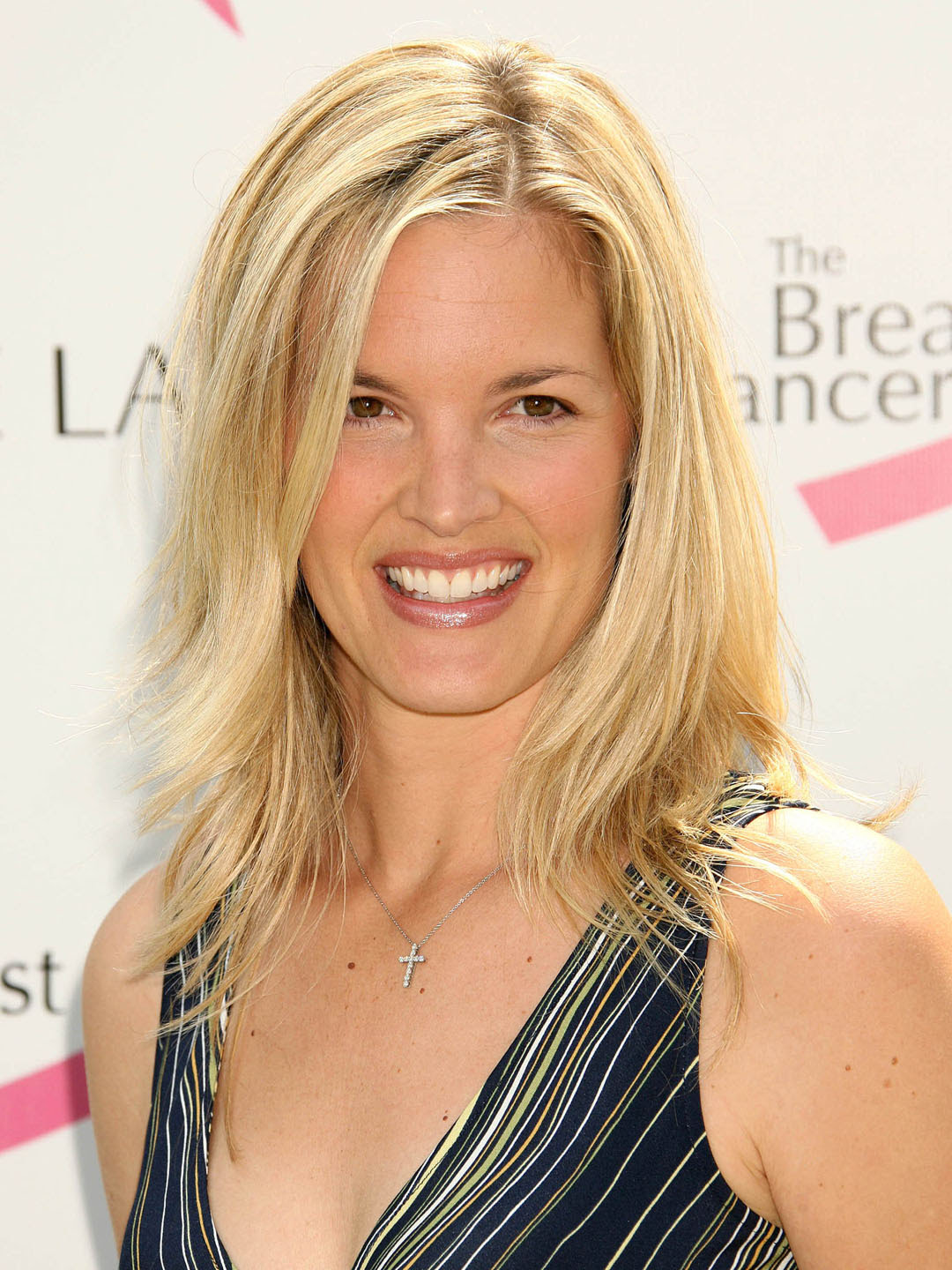
Bridgette Wilson, ici en 2006, interprète le rôle d'Elsa Shivers, la sœur d'Helen.
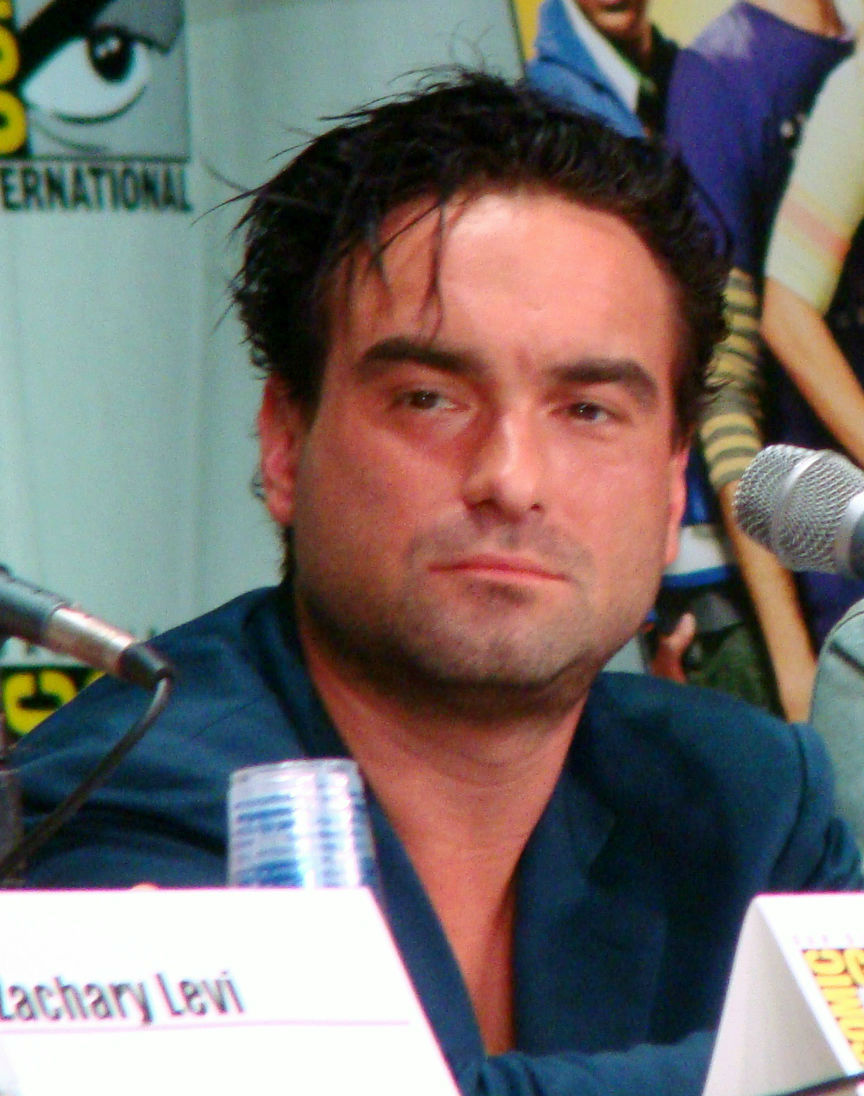
Johnny Galecki, ici en 2011, interprète le rôle de Max Neurick.
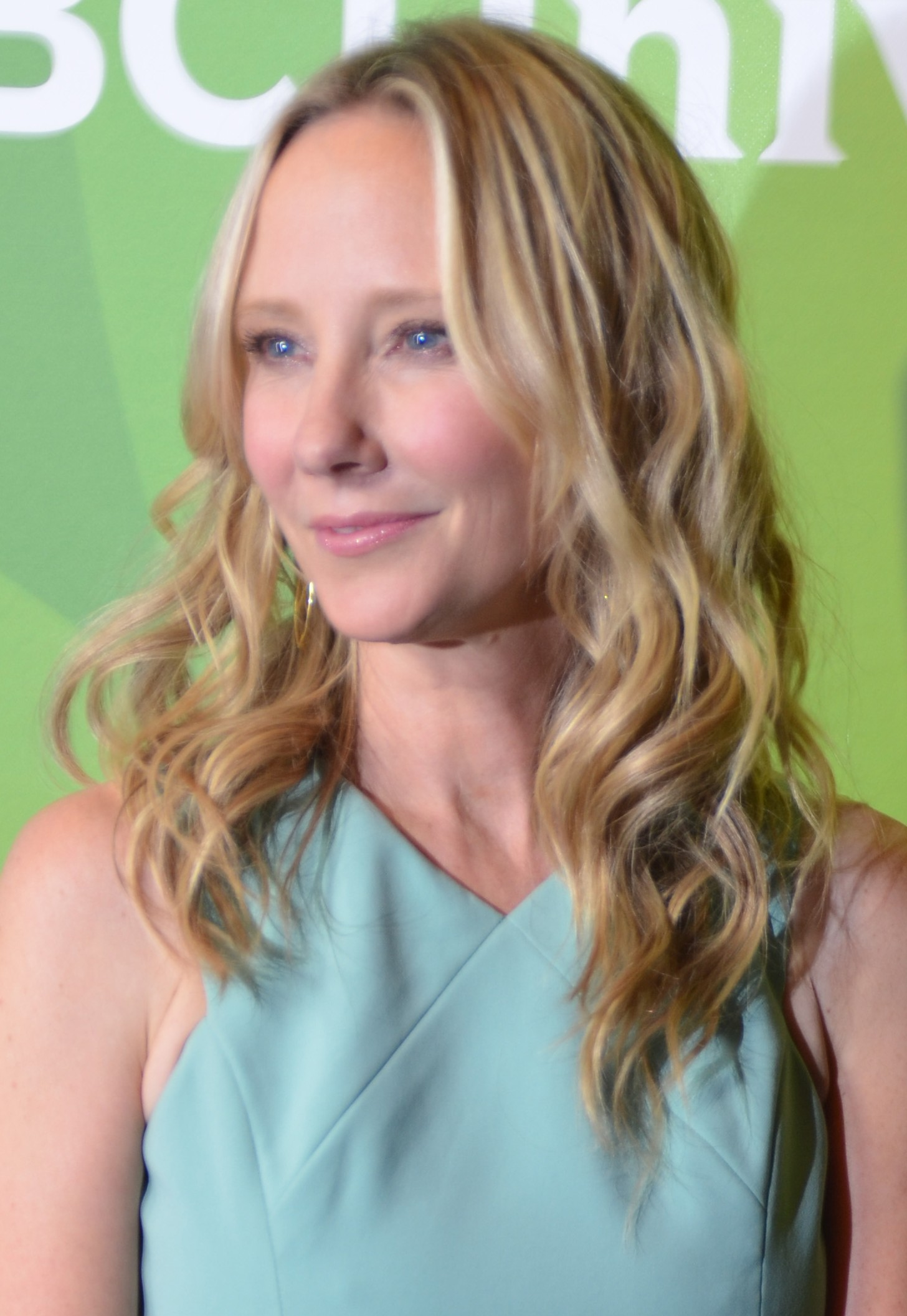
Anne Heche, ici en 2014, interprète le rôle de Missy Egan.
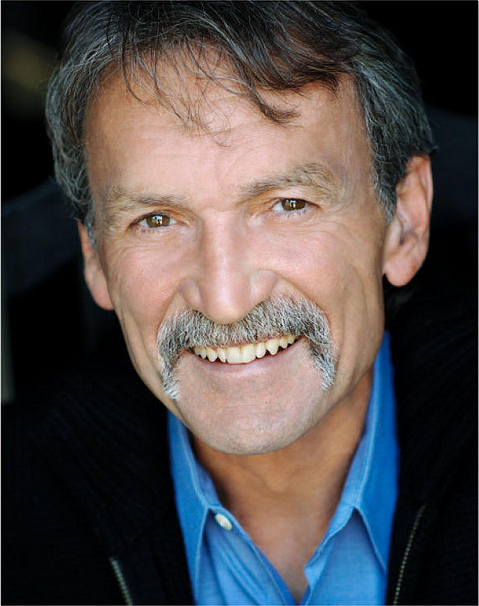
Muse Watson, ici en 2009, interprète le rôle de Benjamin « Ben » Willis.

## Production

### Développement et scénario

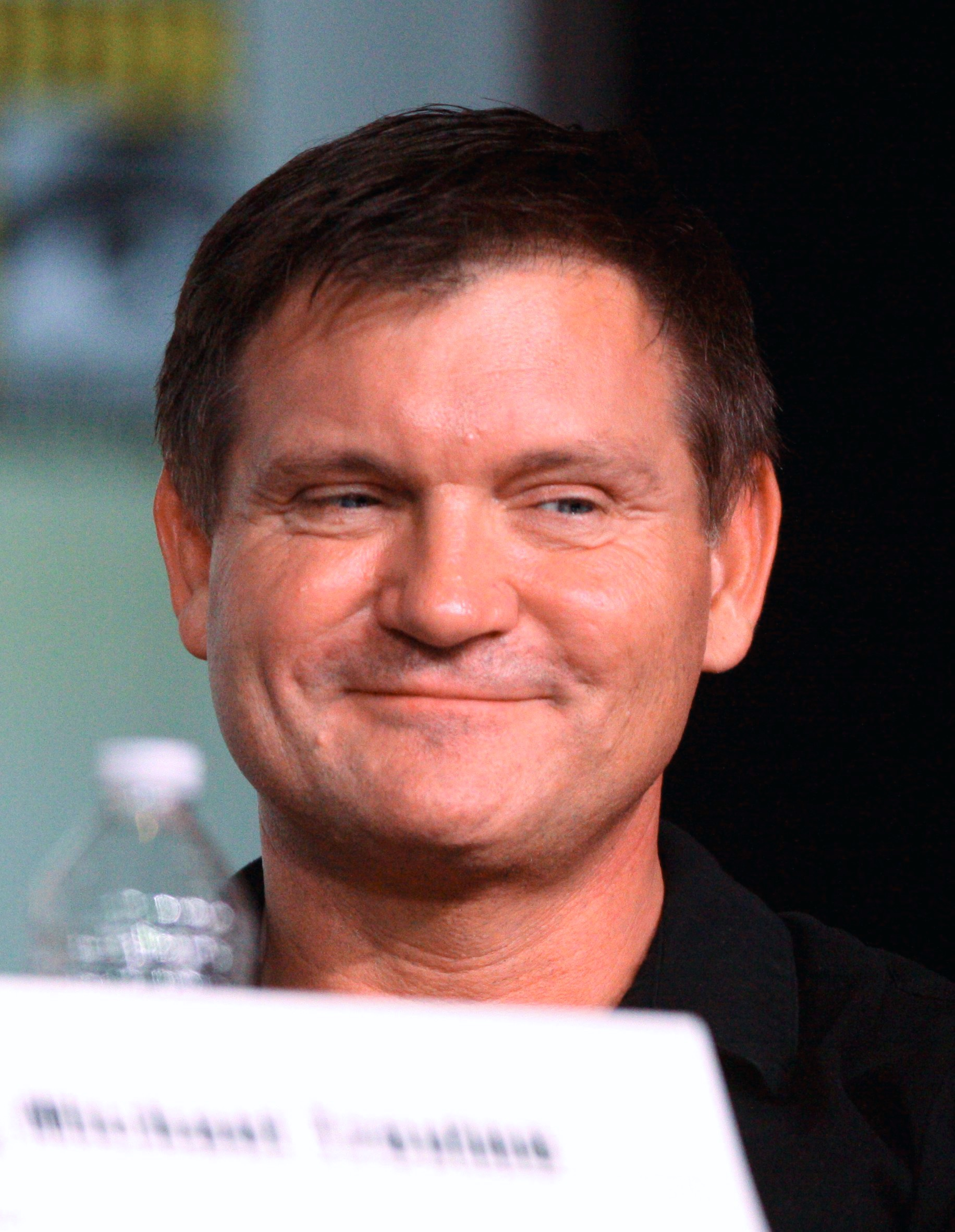
Kevin Williamson, scénariste du film.

Le scénario de Souviens-toi… l'été dernier est écrit plusieurs années avant sa sortie par Kevin Williamson et avant que celui-ci n'écrive le scénario de Scream. La production du film se fait dans la précipitation par Columbia Pictures à la suite de l'énorme succès de Scream en 1996, également écrit par Kevin Williamson lui-même. Il est adapté du roman à suspense de Lois Duncan, Comme en un mauvais rêve, sorti en 1973 qui narre l'histoire de quatre jeunes gens en délit de fuite après avoir renversé un jeune garçon.
Le producteur Erik Feig lance alors l'idée d'une adaptation sur grand écran à Mandalay Entertainment pour ensuite pointer du doigt Kevin Williamson. Ils reprennent les éléments du roman, tout en adaptant l'œuvre à un scénario plus porté sur le slasher, et en particulier ceux des années 1980,. Kevin Williamson se sert de sa propre histoire, avec son père qui était pêcheur, pour orienter l'action vers un village de pêcheurs et transformer l'antagoniste en pêcheur brandissant un énorme crochet en guise d'arme blanche. L'arme du tueur est une référence directe à la légende urbaine « le crochet » que les quatre personnages principaux relatent au début film. Selon Williamson, il écrit la scène comme un moyen d'annoncer ce qui allait arriver : « Fondamentalement, j'étais en train de présenter l'action en disant « Ok public : il y a cette légende. Et maintenant, en voici une nouvelle. ». »
Avant même que Jim Gillespie ne soit désigné comme réalisateur, Jamie Blanks passe sa candidature avec une bande annonce créée par lui-même. Mais ce dernier se présente une semaine trop tard et échoue dans son objectif de diriger le film. Cependant, le producteur Neal H. Moritz le rappellera plus tard pour réaliser Urban Legend en 1998. Gillespie est quant à lui choisi grâce aux recommandations de Kevin Williamson.
Le film est développé contre l'avis de Lois Duncan qui s’oppose avec ténacité à ce que son livre soit adapté sous la forme d'un slasher. Cela est dû au fait que sa plus jeune fille a été assassinée par un agresseur inconnu en 1989. Mis à part les noms des personnages et les adolescents qui heurtent quelqu’un avec leur voiture, l’intrigue est presque complètement différente du roman original. Dans le roman, ils ne frappent pas un pêcheur, mais un jeune garçon qui est le frère d’un des nouveaux amis d’Helen et aucun des personnages ne meurt. Barry se fait tirer dessus mais survit et Julie est presque étouffé par Collie (un personnage non introduit dans le film) mais Ray le frappe avec un club.
À la différence du scénario contemporain de Scream, qui est en quelque sorte une satire du slasher, Souviens-toi… l'été dernier est écrit comme un slasher type de base. Le réalisateur, Jim Gillespie, commente en 2008 : « La joie de ce film pour moi en tant que cinéaste a été de prendre des éléments déjà vus auparavant et de dire aux spectateurs : « Voici quelque chose que vous avez déjà vu avant » sachant qu'ils vont se dire « Nous avons déjà vu ça avant. » tout en réussissant encore à les faire sursauter ». Gillespie déclare également que le scénario de Williamson ne ressemble pas à un slasher mais qu'il l'a plutôt simplement vu comme « une très bonne histoire comportant une réelle morale ».
Le réalisateur écossais Jim Gillespie est embauché comme directeur du film après avoir été suggéré par Kevin Williamson. Jennifer Love Hewitt déclare en 2008 que Gillespie est son réalisateur favori parmi ceux pour qui elle a tourné.

### Attribution des rôles

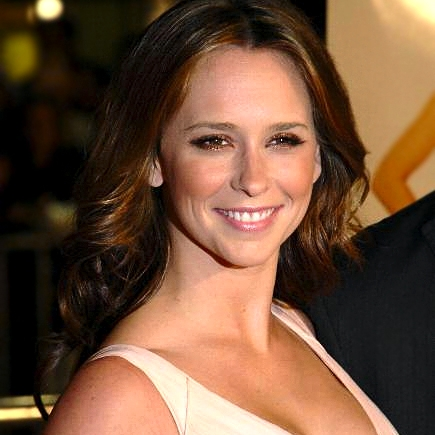
Jennifer Love Hewitt, interprète de Julie James.

Selon la productrice Stokely Chaffin, les producteurs cherchaient des acteurs « beaux mais également attachants ». Jim Gillespie avoue que, malgré le fait qu'il ne connaissait pas les éléments sur lesquels le scénario du film se base, il y avait entre 60 et 65 % de femmes qui ont été auditionnées et qui avaient lu le roman quand elles étaient enfants.
Jennifer Love Hewitt, connue à l'époque pour le rôle qu'elle tient dans La vie à cinq, remporte le rôle principal du film, Julie James, grâce à son habileté à montrer une certaine vulnérabilité, ce que Gillespie et Williamson ont immédiatement reconnu. Initialement, Hewitt est considérée pour le rôle d'Helen Shivers. tandis que le rôle de Julie est proposée à l'actrice Melissa Joan Hart qui le refuse. Danielle Harris est considérée également pour le rôle. Hewitt connaissait déjà l'acteur Johnny Galecki, l'interprète de Max, avant le tournage car ces derniers habitaient dans le même bâtiment lorsque Galecki tournait le film Le sapin a les boules. Il avait « environ 13 ou 14 ans » selon les dires de l'acteur. Hewitt était une amie de la petite sœur de Galecki ce qui explique leur connaissance.
Pour le rôle de Barry Cox, les producteurs envisagent un acteur d'au moins 1,88 m, une apparence de quarterback, le personnage étant décrit comme physiquement intimidant. Ryan Phillipe est immédiatement choisi après son casting, bien qu'il n'ait pas forcément le physique identique recherché pour le rôle.
Jim Gillespie choisit Freddie Prinze Jr. pour le rôle de Ray Bronson car il sent que l'acteur a cette qualité d'être une personne typique, un « monsieur tout le monde », caractéristique qui corresponds au personnage,.
Sarah Michelle Gellar est la dernière à être choisie pour interpréter l'un des quatre rôles principaux. Gellar auditionne au départ pour le rôle de Julie mais elle remporte le rôle d'Helen Shivers. Comme Jennifer Love Hewitt, Gellar est connue à l'époque sur le petit écran : elle commence à peine à jouer le rôle principal de la désormais série culte Buffy contre les vampires. Gillespie s'exprime sur l'audition de l'actrice pour Souviens-toi… l'été dernier : « Je voulais une actrice qui avait cette particularité à pouvoir être attachante et qui pouvait jouer en même temps une garce ».
Pour les personnages secondaires et en particulier celui de Missy, Gillespie désire une actrice avec un grand charisme, capable de s'imposer à l'écran exactement comme devrait le faire le personnage, malgré sa présence dans seulement deux scènes (tout en étant l'un des éléments clés de l'intrigue). Anne Heche est choisie pour le rôle. Elle décrit ce tournage comme étant « deux jours de travail ou elle devait paraître effrayante ». L'acteur Johnny Galecki est proposé à la production pour le rôle de Max par Jennifer Love Hewitt.

### Tournage

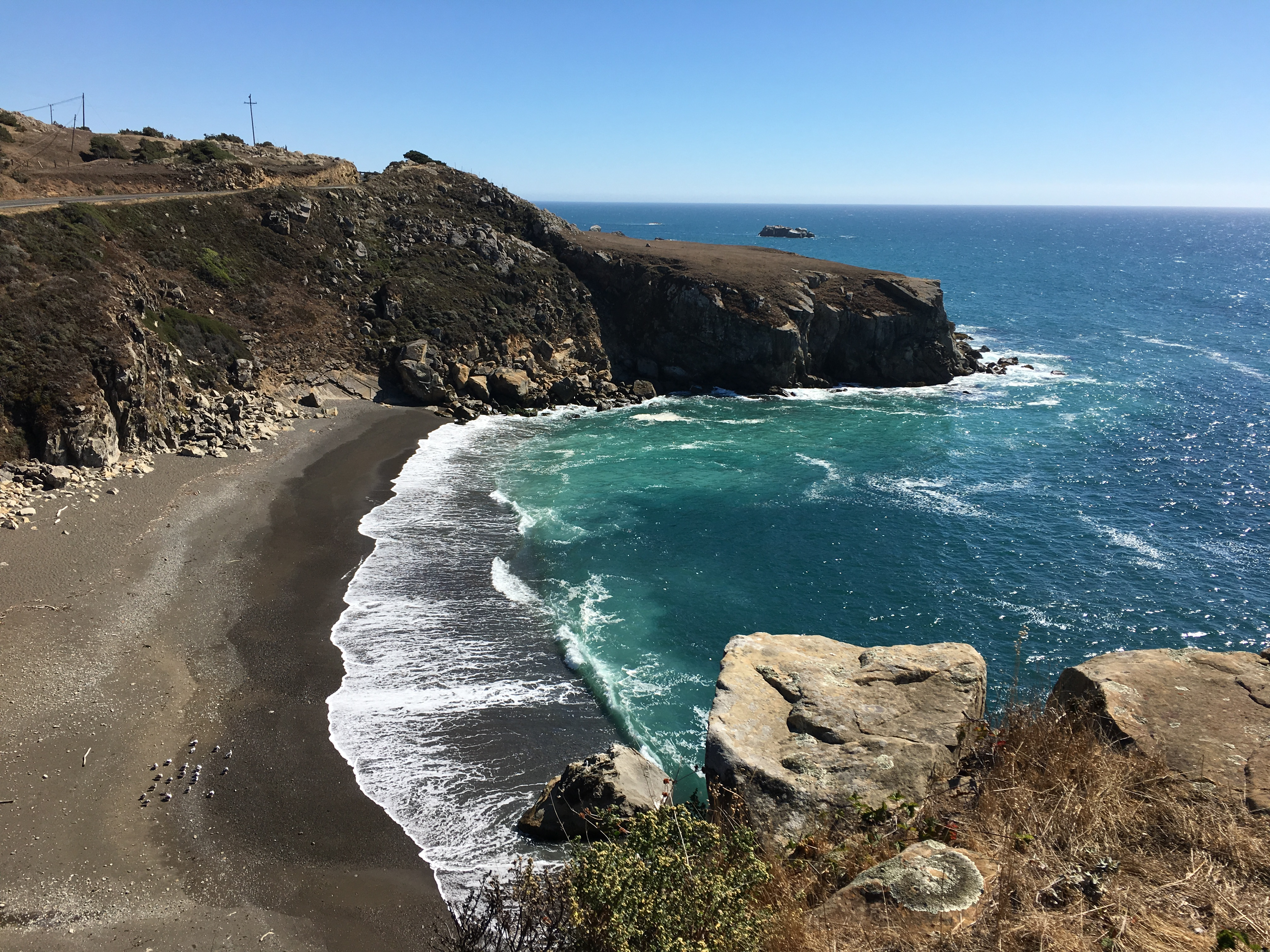
Les falaises à Kolmer Gulch, lieu de tournage pour l'ouverture et le générique de début.

Le tournage démarre le 31 mars 1997 et se déroule pendant dix semaines à la fin du printemps et au début de l'été 1997. Approximativement sept des dix semaines de tournage sont tournées de nuit, ce que Gillespie avoue avoir été épuisant pour les acteurs et l'équipe technique du film. Le tournage a également créé de l'agitation dans les lieux principaux de la petite ville où ils ont tourné les scènes.
Jim Gillespie crée une palette de couleurs avec le cinéaste Dennis Crossan, qui se démarque par ses tons très sombres et bleutés et l'absence notable de couleurs vives tout au long du récit.
Pour le début du film, les zones côtières du comté de Sonoma, en Californie, remplacent la Caroline du Nord où le film est tourné. Les images d'ouverture sur le soleil couchant sur une côte accidentée sont tournées à Kolmer Gulch, au nord de la ville de Jenner, sur l'autoroute Highway 1. La scène de l'accident est également tournée dans la même zone. La scène dans laquelle les quatre personnages principaux sont assis autour d'un feu sur la plage, non loin d'une carcasse d'un vieux bateau, est inspirée d'une peinture vue par Jim Gillespie dans un livre de référence. Pour achever le décor, l'équipe du département de l'art achète un vieux bateau dans la baie de Bodega qu'ils coupent en deux pour ensuite le placer sur la plage pour le tournage.

Virage sur la route à Kolmer Gulch, lieu de tournage de l'accident de voiture du début du film.

Les scènes restantes sont tournées principalement autour de la ville de Southport en Caroline du Nord. Les sites incluent le Amuzu Theatre, là où le concours de beauté a lieu, le Old Yacht Basin et la Southport Fish Company. La maison du personnage de Julie James se trouve sur la Short Street juste au nord de Southport Marina. Les séquences en journée montrent plusieurs bateaux traversant l'eau, ainsi que de vrais navires, la circulation des bateaux ayant été orchestrée par un coordinateur du trafic maritime pour faire paraître la voie maritime vivante.
Le Shivers Department Store, la boutique des Shivers que nous pouvons voir dans le film est découverte sur place à Burgaw, à Southport, par Jim Gillespie. Il est tellement impressionné par l'emplacement qu'il remanie des éléments du scénario pour inclure la boutique dans le film. Elle deviendra d'ailleurs l'emplacement principal de la scène de course-poursuite entre Helen Shivers et le tueur. La boutique des Shivers est en réalité une réelle boutique nommée le Harrell's Department Store.
Les extérieurs de l'Université où Julie va étudier à Boston ont été tournés à l'Université de Duke et les séquences à l'hôpital sont tournées au Dosher Memorial Hospital dans une aile inutilisée de l'hôpital. La séquence finale sur le bateau a été tournée sur un bateau réel, le Cape Fear, qui s'est révélée difficile pour les acteurs et l'équipe technique du film. Selon Jim Gillespie, l'équipe a failli perdre le bateau en essayant de l'accoster à cause des eaux agitées et qui ont forcé l'équipe à repartir en mer pour tourner d'autres scènes jusqu'au lendemain.
Pour le tournage, une voiture Dodge Aries 1987 est utilisée pour la voiture de Julie tandis que Barry conduit une BMW Série 3 E36 328i de 1997. Le personnage de Max conduit une Chevrolet K-1500 de 1989.

### Post-production
Jim Gillespie choisit de filmer très peu de sang car il ne veut pas que son film soit vu comme une œuvre incorporant de la violence gratuite,. La scène pendant laquelle Elsa a la gorge tranchée, alors qu'elle se trouve le dos à une porte vitrée, fut initialement tournée sans qu'aucune goutte de sang ne soit projetée sur la vitre. Pour cette scène, le producteur Erik Feig était inquiet à l'idée que celle-ci apparaisse comme « médicalement impossible ». Gillespie a alors retourné la scène en postproduction en ajoutant une giclée de sang sur la vitre,.
Lors des screen tests, Jim Gillespie et les producteurs décident d'introduire une scène de mort plus tôt dans le film pour faire naître un sentiment de danger pour les personnages principaux. La scène ou Max Neurick est tué est filmée et introduite dans le montage final car dans le script original, le personnage ne devait pas mourir,. Pour la scène ou le personnage de Julie, interprété par Jennifer Love Hewitt, se retrouve dans la cabine du bateau de Ben Willis, la glace autour d'elle est en fait créée à partir de gélatine pour que l'actrice ne soit pas gênée durant le tournage.
La scène finale du film devait introduire Julie James recevant un e-mail annonçant « I Still Know ». Cette scène fut repensée pour une scène plus dramatique que l'on voit dans la version finale du film. Cette séquence est tournée après le tournage principal, à côté de l'endroit où tournait Jennifer Love Hewitt pour La Vie à cinq.

### Musique
L'album, qui se compose autour de la pop et surtout du rock alternatif, est sorti le 7 octobre 1997 sur le label Columbia Records.

## Sortie et accueil

### Promotion
En prévision de la sortie du film, Columbia Pictures démarre la campagne publicitaire de celui-ci durant l'été qu'il présente comme « par le créateur de Scream ». Miramax dépose une plainte par la suite contre Columbia, prétextant que leur phrase d'accroche est inexacte, le créateur de Scream étant Wes Craven et non Kevin Williamson. La semaine suivant la sortie du film au cinéma, un juge fédéral décerne une injonction exigeant que Columbia retire cette phrase de leur campagne de publicité. Williamson avait demandé son retrait après l'avoir vue sur une affiche de cinéma.
Miramax gagne leur poursuite contre Columbia en mars 1998 ; dans un communiqué de presse, le directeur exécutif Bob Weinstein a fait état de plans visant à « poursuivre rigoureusement » les dommages et intérêts contre Columbia pour leur phrase d'accroche.

### Critique
Sur le site Rotten Tomatoes, le film obtient la note de 47 %, basé sur 79 critiques. Metacritic rapporte un score de 52 sur 100 basé sur 17 critiques tandis que les spectateurs offrent au film une note de B- sur une échelle allant de A+ à F.
Le film est accueilli de façon assez mitigée par la presse spécialisée. Il est inévitablement comparé de façon positive ou négative à Scream, sorti tout juste un an auparavant et encore présent dans l'esprit des spectateurs. Le fait que Kevin Williamson soit le scénariste des deux films renforce un peu plus ces comparaisons. Mick LaSalle pense qu'il est inférieur à Scream, mais Richard Harrington les compare de façon positive, affirmant qu'il s'agit « d'un film de genre intelligent, bien conçu, avec une morale centrale et une équipe de jeunes et bons acteurs capables de le tenir ». Variety est également enthousiaste. Roger Ebert donne, quant à lui, au film une étoile sur quatre en déclarant : « Le meilleur plan dans ce film est le premier. Pas très bon signe » tandis qu'un chroniqueur d'Entertainment Weekly félicite la performance de Jennifer Love Hewitt, notant que cette dernière « crie avec son âme ». James Kendrick de Q Network écrit que « les personnages de Kevin Williamson sont tous stéréotypés, mais ils restent crédibles en tant que personnes et ils réagissent de façon réaliste selon les situations » ajoutant que le film est la tête et les épaules des précédents films d'horreur d'adolescents. Il donne la note de 2,5 étoiles sur 4. Maitland McDonagh de TV Guide donne au film 2 étoiles sur 5 en écrivant « Kevin Williamson, le scénariste de Scream, prend du recul et écrit le genre de film que ce dernier moquait : « Vous pouvez le voir maintenant, visionnant des vidéos de Vendredi 13 et Halloween, sans parler des moins populaires Noces sanglantes, Le Monstre du train et Meurtres à la St-Valentin, en disant « Je peux le faire ! » et il le fait ». Le critique James Berardinelli crédite le film (au même titre que Scream) comme l'un des principaux protagonistes de la relance du slasher ajoutant : « Il y a un aspect mineur qui élève Souviens-toi… l'été dernier à un cran au-dessus des films de genre slasher typiques des années 1980. Il a un scénario intéressant. Je fais allusion à la façon dont les vies et les amitiés des quatre personnages principaux se retrouvent brisées après l'accident. La culpabilité, la confusion et le doute grandissent en eux à un point où ils ne peuvent plus rester les uns avec les autres, ou même se regarder dans un miroir. Malheureusement, cet élément potentiellement fascinant est rapidement oublié pour laisser place à un grand nombre de cadavres. Et comme je l'ai dit longtemps auparavant, quelques morts supplémentaires ne peuvent que rendre un slasher meilleur, non ? ».
En France, le film est aussi accueilli tièdement par la critique spécialisée. Pour la rédaction du Figaro, il s'agit d'« une pâle copie de Scream ».

### Box-office
Souviens-toi… l'été dernier sort dans les salles américaines le 17 octobre 1997. Le film, bâti sur un budget de 17 millions de dollars, réunit 15 millions de dollars dès son premier weekend d'ouverture dans 2 524 cinémas dans tous les États-Unis et le Canada. Il devient le plus gros succès de weekend d'ouverture et réitère cet exploit les deux semaines suivantes. À la fin de sa carrière au cinéma en décembre 1997, il finit avec 72,5 millions de dollars en Amérique du Nord et 53 millions de dollars de plus dans le reste du monde pour un montant total de 125 millions de dollars de recettes,.
En France, il se positionne à la treizième place du classement général des films d'horreur, avec un total de 1 274 890 entrées.
En 2018, Souviens-toi… l'été dernier est à la septième place des plus gros succès du genre slasher de tous les temps.
| Pays ou région        | Box-office        | Date d'arrêt du box-office | Nombre de semaines |
| --------------------- | ----------------- | -------------------------- | ------------------ |
| États-Unis Canada     | 72 586 134 $      | 9 avril 1998               | 23                 |
| France                | 1 274 890 entrées | 10 mars 1998               | 6                  |
| Total hors États-Unis | 53 000 000 $      | 9 avril 1998               | 23                 |
| Total mondial         | 125 586 134 $     | 9 avril 1998               | 23                 |

## Distinctions
| Distinctions de Souviens-toi… l'été dernier | Distinctions de Souviens-toi… l'été dernier                        | Distinctions de Souviens-toi… l'été dernier                                                        | Distinctions de Souviens-toi… l'été dernier | Distinctions de Souviens-toi… l'été dernier |
| Année                                       | Festivals de cinéma                                                | Catégorie / Récompense                                                                             | Nommé(es) / Lauréat(es)                     | Résultat                                    |
| ------------------------------------------- | ------------------------------------------------------------------ | -------------------------------------------------------------------------------------------------- | ------------------------------------------- | ------------------------------------------- |
| 1998                                        | Academy of Science Fiction, Fantasy & Horror Films - Saturn Awards | Meilleur film d'horreur                                                                            | Souviens-toi… l'été dernier                 | Nomination                                  |
| 1998                                        | ASCAP Film and Television Music Awards                             | ASCAP Award des meilleurs films au box-office                                                      | John Debney                                 | Lauréat                                     |
| 1998                                        | Blockbuster Entertainment Awards                                   | Blockbuster Entertainment Award de la meilleure révélation féminine                                | Jennifer Love Hewitt                        | Lauréat                                     |
| 1998                                        | Blockbuster Entertainment Awards                                   | Blockbuster Entertainment Award de la meilleure actrice dans un second rôle dans un film d‘horreur | Sarah Michelle Gellar                       | Lauréat                                     |
| 1998                                        | Blockbuster Entertainment Awards                                   | Meilleur acteur dans un film d’horreur                                                             | Freddie Prinze Jr.                          | Nomination                                  |
| 1998                                        | Blockbuster Entertainment Awards                                   | Meilleure actrice dans un film d’horreur                                                           | Jennifer Love Hewitt                        | Nomination                                  |
| 1998                                        | Blockbuster Entertainment Awards                                   | Meilleur acteur dans un second rôle dans un film d‘horreur                                         | Ryan Phillippe                              | Nomination                                  |
| 1998                                        | International Horror Guild Awards                                  | Meilleur film                                                                                      | Souviens-toi… l'été dernier                 | Nomination                                  |
| 1998                                        | MTV Movie Awards                                                   | Meilleure révélation de l'année                                                                    | Sarah Michelle Gellar                       | Nomination                                  |
| 1998                                        | Young Artist Awards                                                | Meilleure jeune actrice dans un film                                                               | Jennifer Love Hewitt                        | Nomination                                  |

## Analyse
Une autre force est le casting, qui commençait tout juste à se faire connaître. Le film a consolidé le statut d'idole des jeunes et de sex-symbol de Hewitt. Il est sorti la même année où Gellar est devenu une icône de la culture pop en jouant le rôle-titre dans Buffy contre les vampires. La célébrité de Phillippe s'est accrue avec des films ultérieurs comme Sexe intentions et Mémoires de nos pères. Prinze est également devenu une sorte d'idole des adolescents, bien que son étoile n'ait mis que quelques années à s'éteindre. Il est également le maillon faible ici. Les trois autres offrent des performances assez solides pour un film d'horreur, soutenues par le scénario de Williamson qui donne aux personnages plus de profondeur que d'habitude. Bien qu'il offre une présence à l'écran suffisamment sympathique, les répliques de Prinze sont souvent guindées et maladroites.
Souviens-toi l'été dernier est une capsule temporelle à bien d'autres égards que son casting, comme la bande originale rock alternatif des années 90. L'utilisation d'Internet pour rechercher des informations est presque considérée comme une nouveauté et doit être expliquée au public. Cherchant des informations sur leur harceleur, les personnages s'arrêtent devant une maison en prétendant que leur voiture est en panne et demandent s'ils peuvent utiliser le téléphone - pas de téléphones portables ni de smartphones ici. Pour tous ceux qui ont vu ce film à sa sortie, il y a un sentiment de nostalgie tout au long du film.

### Thématique
Pendant une partie du film, le groupe d'amis tente de découvrir l'identité de leur victime, ce qui met en avant la culpabilité, la névrose et le traumatisme de certains personnages. On peut y voir une métaphore du passage de l'adolescence vers l'âge adulte qui reste compliquée avec la fin des illusions de l'adolescence et l'envie d'échapper encore un moment à ses responsabilités.
Dans le récit, l'accident et la dissimulation du corps symbolisent aussi la perte de l'innocence de l'enfance lors du passage à l'âge adulte. Les protagonistes sont des adolescents diplômés du lycée, et le récit reprend ensuite un an après l'accident, alors qu'ils ont essayé de vivre leur première année d'adultes. Helen est devenue une princesse déchue ; Barry, autrefois le caïd du lycée, atterrit à l'hôpital ; et Julie passe d'étudiante modèle au lycée à étudiante aux notes en chute libre à l'Université. Les personnages se lamentent sur la façon dont ils ne peuvent pas revenir à leurs vies d'avant, comme sur le fait qu'ils ne peuvent pas redevenir innocents à nouveau.
Adam Rockoff note dans son livre Going to Pieces: The Rise and Fall of the Slasher Film, 1978–1986 qu'au moment de sa sortie, Souviens-toi… l'été dernier est critiqué par bon nombre de spécialistes comme étant une pâle copie de Scream. Cependant, il écrit que pour lui, il s'agit d'un film différent en dépit du fait que les deux scénarios aient été écrits par le même scénariste : « Alors que Scream repose son scénario sur des références auto-conscientes et dénonce les codes du slasher, Souviens-toi... l'été dernier est un retour aux sources vers les slasher du début des années 1980. Alors que, comme Scream, il emploie les services d'un groupe de jeunes beaux et sexy, Souviens-toi… l'été dernier joue l'horreur d'une autre façon. Ceux qui recherchent un bon vieux slasher seront agréablement surpris ».

### La jeunesse dans les films d'horreur
Une partie de l'efficacité de ce film réside dans la façon dont il utilise les clichés des films d'horreur pour réfléchir à des questions plus existentielles. Les films d'horreur tournent généralement autour d'un groupe d'adolescents qui boivent, se droguent, ont des relations sexuelles avant le mariage, puis font face à des représailles meurtrières pour ces « crimes » aux mains d'un tueur dérangé. Les spécialistes du cinéma ont interprété cette formule de nombreuses manières, souvent comme une forme déformée de la politique conservatrice de l'ère Reagan et une réaction aux mœurs plus permissives en matière de sexe et de drogue. Dans les films d'horreur, les adolescents qui transgressent les « valeurs morales traditionnelles » sont tués. La survivante, la dernière fille, a tendance à être la seule à ne pas se livrer à la boisson, à la drogue ou aux relations sexuelles avant le mariage.
Une autre façon d'appréhender ces films est de les considérer sous l'angle de la jeunesse. Les adolescents sont presque toujours les personnages principaux de ces histoires. Cela a du sens d'un point de vue créatif et commercial, car les adolescents et les jeunes adultes représentent le plus grand public pour les films d'horreur dans les multiplexes, et peuvent s'identifier à des personnages du même âge. Les publics plus âgés peuvent également apprécier ces films, en particulier ceux qui ont atteint la majorité en les regardant. Mais en vieillissant, les gens peuvent en venir à en vouloir aux jeunes. Les générations plus âgées se plaignent depuis toujours du comportement et des attitudes des « jeunes d'aujourd'hui ». Pour un spectateur plus âgé qui regarde des films d'horreur classiques comme les Vendredi 13, il peut être satisfaisant de voir des personnages adolescents agaçants mourir. Il peut aussi y avoir un sentiment d'envie de jeunesse, face à son propre âge qui avance. Alors que les jeunes semblent avoir toute la vie devant eux, plus nous vieillissons, plus nos possibilités deviennent limitées. Le dicton « la jeunesse est perdue pour les jeunes » résume le désir des aînés de retrouver leur jeunesse perdue.

### Le poids de la culpabilité et ses répercussions
Tous ces thèmes sont bien explorés dans Souviens-toi l'été dernier. Les quatre jeunes protagonistes s'amusent comme des fous le 4 juillet après la remise des diplômes, en se projetant dans l'avenir, lorsqu'une dure dose de réalité leur tombe dessus à cause de leur comportement imprudent. Des personnages qui, il y a quelques instants, étaient arrogants et pleins d'espoir, se retournent maintenant les uns contre les autres. Le spectre de voir tous ces espoirs s'évanouir est comparable à ce qui arrive à beaucoup d'entre nous dans la vie. Nous agissons et prenons des décisions qui, pour le meilleur ou pour le pire, déterminent le cours du reste de notre vie.
La soudaineté du changement déclenche la panique chez les personnages, mais l'égoïsme de Barry, vu comme « le sportif crétin », l'emporte. Ils se débarrassent du corps et tentent d'oublier dans une tentative désespérée de conserver leurs rêves de jeunesse. Cela ne fonctionne pas. Un an plus tard, nous voyons Julie rentrer de l'université, l'air triste et hanté. Cette brillante étudiante a maintenant des difficultés avec ses études. Les projets des autres personnages ont également échoué. Le stress de la situation provoque la rupture de chaque couple. Helen avait parlé de devenir une actrice et d'étudier à New York, Barry de devenir un sportif reconnu dans l'équipe des Cowboys de Dallas, tous deux de s'enfuir en Europe ou aux îles Caïmans et d'avoir des enfants. Au lieu de cela, le couple s'est brisé. Helen est retournée dans sa ville natale où elle travaille dans le commerce familiale sous la supervision de sa cruelle sœur Elsa (Bridgette Wilson). Barry ne semble pas faire grand-chose, si ce n'est vivre avec ses riches parents. Ray a repris le même travail que les générations précédentes de sa famille et est devenu pêcheur.
L'intrigue proprement dite se met en branle après que Julie reçoit une note anonyme qui dit : « Je sais ce que tu as fait l'été dernier ». À partir de là, elle renoue avec ses anciens amis et ils commencent à essayer de découvrir qui envoie les notes. Les soupçons se portent d'abord sur Max Neurick (Johnny Galecki , connu grâce à la série The Big Bang Theory), qui est passé en voiture sur les lieux du crime et dont le personnage pourrait se résumer à « un célibataire misanthrope ». Bientôt, nous voyons un mystérieux pêcheur, le visage dissimulé, traquer les personnages, les harceler et finalement tenter de les assassiner. Pendant ce temps, Julie et ses amis tentent de résoudre le mystère de l'identité du tueur. Cet élément mystérieux est l'un des aspects qui confèrent à Souviens-toi l'été dernier plus de profondeur qu'un film d'horreur classique.

## Autour du film

### Éditions en vidéo
Le film est distribué en DVD par Columbia Tristar Home Video aux États-Unis le 16 juin 1998. Les bonus contiennent les commentaires de l'équipe du film ainsi que la bande-annonce du film.
Sony Pictures Home Entertainment sort le film en Blu-Ray pour la première fois le 22 juillet 2008 avec des bonus additionnels incluant le court-métrage du réalisateur, Joyride. Le 30 septembre 2014, Mill Creek Entertainment ressort le film en Blu-ray qui contient uniquement le film.

### Produits dérivés
Série TV
Le 26 juillet 2019, il est annoncé qu'Amazon développe une série basée sur le film qui devrait être produite par Neal H. Moritz tandis que Shay Hatten devrait être le scénariste. Amazon prépare une série adaptée des films originaux et un épisode pilote est d'ores et déjà en préparation. Neal H. Moritz, le producteur original est de retour après avoir un signé un contrat de trois ans. Bien que la distribution d'origine sera absente, la série sera assez proche de l'intrigue du film. À ce jour, le projet est décrit comme "une série d'horreur pour jeunes adultes basée sur la franchise de films à succès produite par Neal H. Moritz".

### Série de films
Le film obtient deux suites : Souviens-toi… l'été dernier 2, sorti en 1998 et Souviens-toi… l'été dernier 3, sorti directement en DVD en 2006. Ils seront tous les deux très mal reçus par la critique,. Le second opus met en scène une nouvelle fois Jennifer Love Hewitt, Freddie Prinze Jr. et Muse Watson. Ce sera un succès moyen au box-office, loin des scores du premier volet.
Le troisième chapitre n'a que très peu de liens avec les deux précédents films, hormis quelques éléments de l'intrigue, l'antagoniste et les producteurs. Il présente de nouveaux acteurs ainsi qu'un nouvel endroit dans l'histoire.
4e film
Le 14 septembre 2014, Sony annonce un remake en préparation. Mike Flanagan et Jeff Howard sont choisis pour réécrire l'histoire. Le 1er juin 2016, Mike Flanagan révèle sur Blumhouse.com qu'il confirme ce projet et une ré-imagination de la franchise, qui n'aurait pas de ressemblances avec le roman de Lois Duncan, ni avec l'adaptation au cinéma qu'est Souviens-toi… l'été dernier. L'antagoniste Ben Willis, ainsi que Julie James, Barry Cox, Helen Shivers et Ray Bronson n'apparaîtront pas dans le film. De plus, ce remake nécessitera un budget estimé entre 15 et 20 millions de dollars. Sony affirme que la production du film est une priorité et que ce dernier devrait sortir entre 2017 et 2020.
Souviens-toi… l'été dernier sortira en juillet 2025.

### Postérité
Il est visé comme étant un classique du genre et est, dans la même lignée que Scream, perçu comme étant l'un des films à avoir réussi à relancer la mode du slasher. La scène de la course poursuite avec le personnage d'Helen Shivers est désignée comme l'une des meilleures du genre par de nombreux fans de films d'horreur.
En 2016, le site Bloody Disgusting classe Souviens-toi… l'été dernier comme le meilleur film « imitateur » de Scream dans son classement des « meilleurs slashers ayant essayé de surfer sur la vague de succès de Scream », mettant en avant les moments les plus forts du film comme la course poursuite d'Helen ou la confrontation finale de Julie avec le tueur tandis que les acteurs du film et la bande originale de John Debney reçoivent les éloges du site. Le 2 octobre 2019, le site anglophone de Cosmopolitan compte Souviens-toi… l'été dernier dans sa liste des 13 meilleurs slashers de tous les temps. Cependant, le site Fandango classe Ben Willis / Le Pêcheur à la 9e place des pires méchants de slashers sur une liste de 10 personnages. Le 6 octobre 2020, Le webzine Paste publie le même jour un classement de ses 50 meilleurs slashers de tous les temps et place le film à la 48e position.
Souviens-toi… l'été dernier est également référencé à plusieurs reprises au cinéma et à la télévision. Il est notamment une source principale d'inspiration pour les scénaristes de comédies d'horreur telles que Scary Movie et Scary Scream Movie, toutes deux sorties au début des années 2000, et qui reprennent directement des scènes du film de façon très parodique. Il est ensuite parodié dans Les Simpson, lors de l'épisode 4 de la saison 11 intitulé Simpson Horror Show X lorsque Ned Flanders est le tueur. Le film est évoqué à deux reprises dans la série Ghost Whisperer (avec Jennifer Love Hewitt dans le rôle principal et qui interprète Melinda Gordon). Une première fois dans la saison 2 lorsque Mélinda, qui s'occupe de Ned alors que sa mère Délia est de sortie, propose à ce dernier de regarder des films d'horreurs parmi lesquels "Souviens toi… l'été dernier" sur lequel elle insiste plus particulièrement. Le film est évoqué une seconde fois dans la saison 3 par Rick Payne, ami de Melinda alors que celui-ci liste à haute voix une série de films sur un écran d'ordinateur. Lorsqu'il évoque "Souviens toi… l'été dernier", il s'arrête brièvement, lève les yeux vers Melinda, puis reprend son évocation de la liste. Ces deux évocations se font en hommage à la participation de J.L. Hewitt aux deux premiers films de la trilogie.